# Cartiez
Jean Marc Koorndijk, beter bekend als Cartiez (Cayenne, 6 september 1990), is een Nederlands rapper. Jean Marc staat bekend als een lid van de muzikale Rotterdamse vriendengroep Lefensmannen. In 2015 was hij onderdeel van het collectief New Wave, waarmee hij optrad op Lowlands en in 2016 Edisons en de Popprijs won.

## Biografie
Cartiez werd geboren in Cayenne, de hoofdstad van Frans-Guyana. Toen hij acht jaar was verhuisde hij met zijn moeder via Parijs naar de Rotterdamse wijk Hoogvliet.
Nadat hij zich inschreef op de Zadkine Popacademie raakte hij bevriend met Ronnie Flex en Kid de Blits, met wij hij later ook deel uitmaakte van het Lefensmannencollectief. Met LMC deed hij een sessie in het onlineprogramma 101Barz en ging hij begin 2015 op toer door Nederland. Als back-up mc van Ronnie Flex toerde hij verschillende jaren langs de grote poppodia en festivals in Nederland, maar trad hij ook op in Suriname en Spanje.
In de zomer van 2014 trad Cartiez voor het eerst als soloartiest op de voorgrond toen hij de hoek leverde op Dat Doen We Niet Meer van Murda, gevolgd door bijdrages op projecten van Ronnie Flex, NoizBoiz en Mr. Polska.
In 2015 maakte hij na aanwezigheid op een schrijverskamp in Schiermonnikoog deel uit van het New Wave-album met artiesten als Lil' Kleine, Bokoesam, Ronnie Flex en $hirak. Het collectief gaf een optreden op Lowlands en werd in 2016 bekroond met verscheidene Edisons en de Popprijs. De samenwerkingen op New Wave bezorgden Cartiez zijn eerste hits in de Single Top 100 met de nummers Vallen In De Club en Dom Dom Dom.
In juli 2017 bracht Cartiez met Disco Avengers de leadsingle uit voor zijn debuutalbum; De Wereld Is Gelogen verscheen later dat jaar met gastbijdrages van Faberyayo, Rico, Sticks en grime-artiest Wiley. De plaat is nagenoeg volledig geproduceerd door Koorndijk zelf in samenwerking met Mucky en bevat invloeden uit de elektro, punk en R&B. Ter promotie van deze uitgave gaf hij in 2018 solo-optredens op Noorderslag en Lowlands en speelde hij in het voorprogramma van De Jeugd van Tegenwoordig.
Na een korte rustperiode brengt Jean Marc, na enkele promotiesingles en een mini-docu, in september 2019 een mixtape uit met mede-Lefensman Kid de Blits: DSL (Dirty Sprite Light). De tape heeft een speelse, trappy sound, wordt gehost door jeugdvrienden Monica Geuze en Ronnie Flex, en aaneengemixt door de Amsterdamse Dj Abstract.

## Discografie

### Albums
| Jaar | Album                | Vlag van Nederland | Vlag van Nederland | Vlag van België | Vlag van België | Opmerkingen                                     |
| Jaar | Album                | 100                | weken              | 200             | weken           | Opmerkingen                                     |
| ---- | -------------------- | ------------------ | ------------------ | --------------- | --------------- | ----------------------------------------------- |
| 2015 | New Wave             | 11                 | 128                | 92              | 57              | als onderdeel van het hiphopcollectief New Wave |
| 2017 | De Wereld Is Gelogen | -                  | -                  | -               | -               | geen hitnotering                                |
| 2019 | DSL                  | -                  | -                  | -               | -               | mixtape met Kid de Blits, geen hitnotering      |

### Singles
| Jaar | Act                                                                     | Nummer            | Vlag van Nederland | Vlag van Nederland | Opmerkingen      |
| Jaar | Act                                                                     | Nummer            | 100                | weken              | Opmerkingen      |
| ---- | ----------------------------------------------------------------------- | ----------------- | ------------------ | ------------------ | ---------------- |
| 2015 | Cartiez met Ronnie Flex, Lijpe en Jandro                                | Vallen In De Club | 93                 | 3                  | Platina          |
| 2015 | Cartiez met Lil' Kleine en Bokoesam                                     | Dom Dom Dom       | 98                 | 1                  | Goud             |
| 2018 | Cartiez met Amerildo de Krijger, ROLLAN, Kid de Blits en Willie Wartaal | YNG NGA           | -                  | -                  | geen hitnotering |
| 2018 | Cartiez met StukTV, Jebroer, Def Major, Mafe en DOA 7                   | Marguereth        | -                  | -                  | geen hitnotering |